# 도평동 (대구)
도평동(道坪洞)은 대구광역시 동구의 행정동이다.

## 역사
- 1895년 음력 윤5월 1일 대구부 대구군 해서부면 도동/상향동/하향동, 해북촌면 평리동/북광동/남광동[1]
- 1896년 8월 4일 경상북도 대구군 해서부면 도동/상향동/하향동, 해북촌면 평리동/북광동/남광동[2]
- 1910년 10월 1일 경상북도 대구부 해서부면 도동/상향동/하향동, 해북촌면 평리동/북광동/남광동
- 1914년 4월 1일 경상북도 달성군 해안면 도동, 공산면 평광동[3]
- 1940년 7월 1일 경상북도 달성군 동촌면 도동, 공산면 평광동
- 1958년 1월 1일 경상북도 대구시 도동, 평광동 (동촌출장소 관할)[4]
- 1963년 1월 1일 경상북도 대구시 동구 도동, 평광동 (동부출장소, 동촌출장소를 동구로 승격)[5]
- 1963년 1월 16일 재설치한 동촌출장소 관할[6]
- 1975년 1월 1일 행정동 검사1동을 도동에 합동
- 1976년 8월 1일 동촌출장소가 시직할로 승격[7]
- 1980년 4월 1일 동촌출장소 폐지
- 1981년 7월 1일 대구직할시 동구 도동, 평광동[8]
- 1995년 1월 1일 대구광역시 동구 도동, 평광동[9]
- 1998년 9월 1일 행정동 도동, 평광동을 합동하여 도평동으로 개편

## 교통 시설
- 경부고속도로·새만금포항고속도로 도동 분기점